# Ride the Lightning Tour
Ride the Lightning Tour – druga trasa koncertowa zespołu Metallica, w jej trakcie odbyło się pięćdziesiąt osiem koncertów.

## Program koncertów
1. "Fight Fire with Fire"
2. "Ride the Lightning"
3. "Phantom Lord"
4. "The Four Horsemen"
5. "(Anesthesia) Pulling Teeth"
6. "For Whom the Bell Tolls"
7. "No Remorse"
8. "Fade to Black"
9. "Seek & Destroy"
10. "Whiplash"
11. Guitar Solo
12. "Am I Evil" (cover Diamond Head)
13. "Motorbreath"

## Lista koncertów
1. 11 stycznia 1985 – Scotia, Nowy Jork, USA – SkyWay Club
2. 12 stycznia 1985 – Filadelfia, Pensylwania, USA – Darby's
3. 13 stycznia 1985 – Baltimore, Maryland, USA – Coast to Coast
4. 15 stycznia 1985 – Montreal, Kanada – Spectrum
5. 16 stycznia 1985 – Montreal, Kanada - Spectrum
6. 17 stycznia 1985 – Quebec, Kanada – Salle-Albert Rousseau
7. 18 stycznia 1985 – Quebec, Kanada – Civic Center
8. 19 stycznia 1985 – Toronto, Kanada – Yonge Concert Hall
9. 20 stycznia 1985 – Buffalo, Nowy Jork, USA – Salty Dog
10. 22 stycznia 1985 – Scranton, Pensylwania, USA – nieznane miejsce koncertu
11. 23 stycznia 1985 – Poughkeepsie, Nowy Jork, USA – Hudson Civic Center
12. 25 stycznia 1985 – Elmhurst, Nowy Jork, USA – L'Amour East
13. 26 stycznia 1985 – Brooklyn, Nowy Jork, USA – L'Amours
14. 27 stycznia 1985 – Brooklyn, Nowy Jork, USA – L'Amours
15. 28 stycznia 1985 – Columbus, Ohio, USA – Newport Music Hall
16. 29 stycznia 1985 – Cincinnati, Ohio, USA – Annie's Riverside Season
17. 30 stycznia 1985 – Indianapolis, Indiana, USA – Sherwood County Club
18. 1 lutego 1985 – Detroit, Michigan, USA – Royal Oak Music Theater
19. 5 lutego 1985 – Madison, Wisconsin, USA – Dayne County Auditorium
20. 6 lutego 1985 – Minneapolis, Minnesota, USA – The First Avenue
21. 7 lutego 1985 – Cleveland, Ohio, USA – Variety Theatre
22. 8 lutego 1985 – Milwaukee, Wisconsin, USA – nieznane miejsce koncertu
23. 9 lutego 1985 – Chicago, Illinois, USA – Aragon Ballroom
24. 10 lutego 1985 – Green Bay, Wisconsin, USA – nieznane miejsce koncertu
25. 13 lutego 1985 – Cedar Rapids, Iowa, USA – nieznane miejsce koncertu
26. 14 lutego 1985 – Burlington, Iowa, USA – Burlington Memorial Auditorium
27. 15 lutego 1985 – St. Louis, Missouri, USA – nieznane miejsce koncertu
28. 16 lutego 1985 – Kansas City, Missouri, USA – nieznane miejsce koncertu
29. 17 lutego 1985 – Wichita, Kansas, USA – Cotilan
30. 20 lutego 1985 – Tulsa, Oklahoma, USA – Cains Ballroom
31. 21 lutego 1985 – Austin, Teksas, USA – City Coliseum
32. 22 lutego 1985 – San Antonio, Teksas, USA – Cambo Theater
33. 23 lutego 1985 – San Antonio, Teksas, USA – nieznane miejsce koncertu
34. 24 lutego 1985 – San Antonio, Teksas, USA – nieznane miejsce koncertu
35. 25 lutego 1985 – Corpus Christi, Teksas, USA – Ritz Music Hall
36. 26 lutego 1985 – Pasadena, Teksas, USA – nieznane miejsce koncertu
37. 27 lutego 1985 – Dallas, Teksas, USA – nieznane miejsce koncertu
38. 28 lutego 1985 – Houston, Teksas, USA – nieznane miejsce koncertu
39. 2 marca 1985 – El Paso, Teksas, USA – City Coliseum
40. 3 marca 1985 – Albuquerque, Nowy Meksyk, USA – Grand Central Station
41. 4 marca 1985 – Colorado Springs, Kolorado, USA – DJ’s Nightclub
42. 5 marca 1985 – Denver, Kolorado, USA – nieznane miejsce koncertu
43. 6 marca 1985 – Phoenix, Arizona, USA – State Theatre
44. 9 marca 1985 – San Diego, Kalifornia, USA – State University
45. 10 marca 1985 – Hollywood, Kalifornia, USA – Hollywood Palladium
46. 13 marca 1985 – Palo Alto, Kalifornia, USA – The Keystone
47. 14 marca 1985 – San Francisco, Kalifornia, USA – Kabuki Theater
48. 15 marca 1985 – San Francisco, Kalifornia, USA – Kabuki Theater
49. 17 marca 1985 – Seattle, Waszyngton, USA – Moore Theater
50. 18 marca 1985 – Vancouver, Kanada – New York Theater
51. 19 marca 1985 – Portland, Oregon, USA – Starry Night Club
52. 13 sierpnia 1985 – Birmingham, Anglia – nieznane miejsce koncertu
53. 17 sierpnia 1985 – Castle Donington, Anglia – Donington Park
54. 24 sierpnia 1985 – San Francisco, Kalifornia, USA – Ruthie’s Inn
55. 31 sierpnia 1985 – Oakland, Kalifornia, USA – Oakland Coliseum
56. 14 września 1985 – Sankt Goarshausen, Niemcy – Metal Hammer Fest
57. 29 grudnia 1985 – Sacramento, Kalifornia, USA – Memorial Auditorium
58. 31 grudnia 1985 – San Francisco, Kalifornia, USA – Civic Center